# Nguyễn Anh Khôi
Nguyễn Anh Khôi (* 11. Januar 2002 in Vietnam) ist ein vietnamesischer Großmeister im Schach.
Die vietnamesische Einzelmeisterschaft konnte er zwei Mal (2016 und 2019) gewinnen.
Mit der vietnamesischen Nationalmannschaft nahm er an zwei Schacholympiaden (2016–2018) teil. 
Nguyễn Anh Khôi wurde 2012 in Maribor Jugendweltmeister der Altersklasse U10 und 2014 in Durban U12-Weltmeister. 
| Hier fehlt eine Grafik, die leider im Moment aus technischen Gründen nicht angezeigt werden kann. Wir arbeiten daran! |